# Лянцкоронский, Станислав (воевода подольский)
Станислав Лянцокоронский (ок. 1585—1617) — государственный деятель Речи Посполитой, каштелян галицкий (с 1613 года), воевода подольский (1614—1617), староста плоскировский.

## Биография
Представитель польского дворянского рода Лянцкоронских герба «Задора». Сын подкомория подольского Николая Лянцкоронского (ум. 1597) и Анны Журавненской из Ходорова. Двоюродный дядя гетмана польного коронного Станислава Лянцкоронского.
В 1613 году Станислав Лянцкоронский получил должность каштеляна галицкого, в 1614 году был назначен воеводой подольским. Также ему принадлежало плоскировское староство.

## Семья
Был женат на Софии Замеховской (? — 1635), вдове каштеляна каменецкого Яна Гольского (ум. 1613), от брака с которой детей не имел. После смерти Станислава его вдова София в третий раз вышла замуж за воеводу трокского Януша Тышкевича (ок. 1572—1642).